# L'Amour travesti
Pour plus de détails, voir Fiche technique et Distribution.
L'Amour travesti (Slightly dangerous) est un film américain de Wesley Ruggles, sorti en 1943.

## Fiche technique
- Titre : L'Amour travesti
- Titre original : Slightly dangerous
- Réalisation : Wesley Ruggles
- Production : Pandro S. Berman
- Société de production : Loew's et MGM
- Distribution : Loew's - MGM
- Scénario : Charles Lederer et George Oppenheimer d'après une histoire de Ian McLellan Hunter et Aileen Hamilton
- Musique : Bronislau Kaper, Daniele Amfitheatrof (non crédité) et Eric Zeisl (non crédité)
- Photographie : Harold Rosson
- Montage : Frank E. Hull
- Direction artistique : Cedric Gibbons
- Décorateur de plateau : Edwin B. Willis
- Costumes : Irene
- Pays : États-Unis
- Langue : anglais
- Durée : 94 minutes
- Genre : Comédie romantique
- Format : Noir et blanc - Son : Mono (Western Electric Sound System)
- Dates de sortie :
  - États-Unis : 1er avril 1943 New York
  - France : 27 mai 1949

## Distribution
- Lana Turner : Peggy Evans/Carol Burden
- Robert Young : Bob Stuart
- Walter Brennan : Cornelius Burden
- Dame May Whitty : Baba
- Eugene Pallette : Durstin
- Alan Mowbray : Gentleman anglais
- Florence Bates : Mme Amanda Roanoke-Brooke
- Howard Freeman : M. Quill
- Millard Mitchell : Baldwin
- Ward Bond : Jimmy
- Pamela Blake : Mitzi
- Ray Collins : Snodgrass
- Paul Stanton : Stanhope
- O.K. Ford : L'amateur de musique

Et, parmi les acteurs non crédités :
- Ann Doran : Une vendeuse
- E. Mason Hopper : Un homme au bureau du journal
- Walter Sande : Un journaliste
- Almira Sessions : La propriétaire de Peggy